# 知太政官事
知太政官事（ちだいじょうかんじ）は、飛鳥時代・奈良時代に存在した律令制の令外官のひとつ。太政官を統括するものとして、刑部親王（大宝3年）、穂積親王（慶雲2年）、舎人親王（養老4年）、鈴鹿王（天平9年）の4人の皇族が任命された。

## 概要
知太政官事とは、文字どおり「太政官の事を知る」、つまり太政官の長官として諸事を統括する官職である。最初に知太政官事に任命されたのは、天武天皇の子刑部親王（忍壁皇子）で、ときに大宝3年（703年）1月のことである。当時すでに大宝令が施行されており、令に太政大臣の官職が規定として存在していた以上、太政大臣を任命してもよいところである。それをあえて知太政官事という令外官の設置をもって代えたのは、近江令の下での太政大臣であった大友皇子、飛鳥浄御原令の下での太政大臣であった高市皇子の存在を前提として、両者がともに皇太子ないしそれに準じる立場で天皇の共同統治者・政務代行者としての地位にあったことから、太政大臣の任命が皇太子指名に相当するものとの誤解を与え、当時の朝廷の首脳部により意図されていた草壁皇子の男系子孫による直系的皇位継承が不安定化することを避ける配慮が働いたものと考えられている。また、親王が皇族という出自によって大臣に任命されることが、律令官制の進展と共に原則として勤務評価に基づいて官位を上げて官僚機構の最高位である大臣に至るという、律令官制の理念に反すると考えられるようになったという側面もあった。

## 経緯
刑部親王が知太政官事に任命された理由は、大宝律令の編纂を主宰するなど、当時彼が最有力の皇族として重んぜられていたことにある。しかし、大宝3年1月というタイミングであえて任命されたのは、この直前の大宝2年（702年）12月に持統太上天皇が崩御したことが理由として想定される。折りから在位していた文武天皇は20歳であり、当時の感覚ではまだ天皇としては若年であった。持統天皇の崩御により生じた権力の真空状態を埋めるとともに、有力な皇族が天皇を補佐することが必要と考えられ、刑部親王の任命に至ったものである。
刑部親王は慶雲2年（705年）5月に薨去した。知太政官事の後任には、同年9月、同じ天武天皇の皇子の穂積親王が任命された。彼が任命された理由も、刑部親王同様、当時生存していた天武天皇の皇子のうちの年長者としての重みによるものである。
和銅8年（715年）に穂積親王が薨去した際には、知太政官事の後任は補充されなかった。このときは、草壁流皇統の直系の後継者である首皇子（後の聖武天皇）が皇太子の地位にあり、その成長を待つかたちで祖母の元明天皇が在位していたこと、さらに皇太子の外祖父であり岳父でもある藤原不比等がすでに右大臣となっており、将来の太政大臣にふさわしい人材として重きをなしていたことから、知太政官事の設置は不要とみなされた。
ところが、養老4年（720年）8月、不比等は右大臣のまま死去した。これを受けて同月、やはり天武天皇の皇子である舎人親王が知太政官事に任命された。同時に、中央政府直属の軍隊の全指揮権を掌握する知五衛及授刀舎人事という名称の臨時の官職が設置され、同じく天武天皇の皇子の新田部親王が任命されている。不比等の死去が朝廷に与えた衝撃と緊張の大きさを物語る。翌年1月には、高市皇子の子であり、天武天皇の皇孫の世代では最有力の皇族である長屋王が不比等の後任の右大臣に任命され、さらに太政官の補強が行われている。
舎人親王は天平7年（735年）11月に薨去し、ふたたび知太政官事は空席となった。聖武天皇は35歳の壮年であり、もはや知太政官事は不要であったからである。しかし、わずか2年後、天平9年（737年）9月、高市皇子の子で長屋王の弟である鈴鹿王が知太政官事に任命される。これはこの年、折りから流行していた疫病により、左大臣藤原武智麻呂、中納言多治比県守、参議藤原房前、参議藤原宇合、参議藤原麻呂が相次いで薨去し、太政官を構成するメンバーがほぼ壊滅するという非常事態に対応するためであった。また、それまで親王が任じられてきた知太政官事に天皇の孫で既に官人として従三位参議の地位にあった鈴鹿王が任命されたのも異例であった。この後、鈴鹿王は天平9年（737年）に登用されて太政官の首班となった橘諸兄の勢力と、不比等の孫の世代の藤原氏の勢力とのバランサーの役割を演じ、天平17年（745年）9月に薨御した。

## 終焉
鈴鹿王の没後、知太政官事の任命は最終的に途絶えた。鈴木琢郎は、鈴鹿王は在任中に右大臣である橘諸兄に位階を逆転されたことや、諸兄が天皇の勅裁を奉じて単独で政務を執行する権限（後世の上卿による上宣の原型）が認められて、全ての政治的決定が太政官における合議を経る原則が崩れたことで、知太政官事の政治的な立場や存在意義が低下したこと、加えて天皇と血縁的に結びついた藤原氏の大臣が知太政官事に本来期待されていた天皇の輔弼と後見を行うようになったことで、発展的解消を遂げたとしている。
しかし、約200年後に編纂された『延喜式』には、親王が知太政官事に任命された際には右大臣に准じて季禄を与える旨の規定がある。季禄は、帯びている官職の官位相当に応じて、位階を基準にして与えられる俸給であるが、官位相当のない知太政官事には季禄を与えることができないことから設けられた規定である。この規定はもともと慶雲3年（706年）に定められたものであるが、この規定が『延喜式』編纂に際して残されたことから、その時点でも将来、知太政官事が復活する可能性がゼロではないと考えられていたことがうかがえる。